# Нгати Мутунга

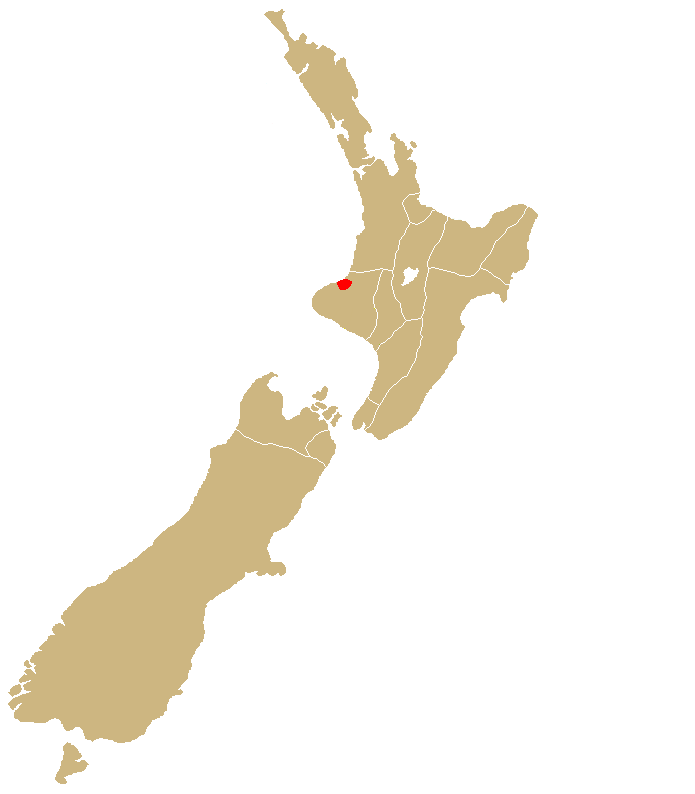
Район расселения племени Нгати Мутунга на Северном острове Новой Зеландии

Нгати Мутунга — маорийское племя (иви) Новой Зеландии, чьи исконные роэ (племенные земли) были в северном Таранаки. Они мигрировали из региона Таранаки, сначала в Веллингтон (с Нгати Тоа и другими хапу Таранаки), а затем на острова Чатам (вместе с Нгати Тама) в 1830-х годах. В роэ племени входят Уоркаури (остров Чатем), лагуна Те-Ванга и Вайтанги на острове Чатем, а также остров Питт, также входящий в состав островов Чатем. Главные мараэ находятся в Уренуи в Таранаки и на Чатемских островах.
Одноимённый предок Мутунга, о котором Нгати Мутунга утверждает, что он ведёт свою родословную, является дедом Тоа-рангатиры, одноимённого предка племени Нгати Тоа.

## Переселение из региона Таранаки в регион Веллингтон
Первоначальные племенные земли в северном Таранаки были захвачены племенами уайкато во время Мушкетных войн после серии давних межплеменных войн, продолжавшихся по меньшей мере до 1807 года. Нгати Мутунга, в свою очередь, присоединился к Нгати Тоа и небольшому племени Нгати Тама, чтобы вторгнуться в регион Веллингтона. Здесь они сражались с племенем Нгати Ира и победили их, захватили их земли и прекратили своё независимое существование. Северные земли Таранаки находились под властью маны великого вождя Уайкато Те Фероферо, пока не были проданы британскому правительству.

### Заселение островов Чатем
Нгати Мутунга вели беспокойную жизнь в современном регионе Веллингтон, где им угрожала напряжённость в отношениях между Нгати Тоа и Нгати Раукавой. В Те Вангануи-а-Тара (регион Веллингтон) они чувствовали себя далеко не в безопасности. Они сожгли кости своих предков и подарили свою землю племенам Те Ати Ава и Нгати Тама. В ноябре 1835 года около 900 человек из племён Нгати Мутунга и Нгати Тама мигрировали на острова Чатем на корабле «Лорд Родни». Первоначально они планировали поселиться либо на Самоа либо на островах Норфолк, но на совещании в Веллингтоне в 1835 году решили заселить острова Чатем из-за их близости. Прибывшие маори были приняты и первоначально обслуживались местными мориори. Когда стало ясно, что гости намерены остаться, мориори удалились к своим мараэ в те Авапатики. Там, после того, как держал хуи (совет), чтобы обсудить, что делать с захватчиками маори-таранаки, мориори решили провести политику ненападения. Мориори простили убийство людей в течение столетий, предшествовавших приходу маори, вместо этого улаживая ссоры до «первой крови». Эта культурная практика известна как «Закон Нунуку». Развитие этого прагматичного процесса урегулирования споров сделало мориори совершенно не готовым иметь дело с поселенцами Нгати Тама и Нгати Мутунга, которые пришли из значительно иной и более агрессивной культуры.
Нгати Мутунга, в свою очередь, увидели в этой встрече предвестие войны со стороны мориори и ответил. Нгати Мутунга атаковали хозяев и перебили более 260 мориори. Выживший мориори вспоминал: «[Маори] начали убивать нас, как овец… [Мы] были в ужасе, бежали в кусты, прятались в норах под землёй и в любом месте, чтобы спастись от наших врагов. Это было бесполезно; нас обнаружили и убили — мужчин, женщин и детей — без разбора.» Вождь маори, Те Ракатау Катихе, сказал: «Мы овладели … в соответствии с нашим обычаем, и мы поймали всех людей. Ни один не убежал. Некоторые убежали от нас, мы убили их; а других также мы убили — но что из этого? Это было в соответствии с нашим обычаем» . Несмотря на то, что острова Чатем были включены в состав Новой Зеландии в 1842 году, маори держали мориори в рабстве до 1863 года.

### Золотоискатели, допущенные на роэ
В середине 1870-х годов Нгати Мутунга в Таранаки разрешил золотоискателям искать в долине реки Мокау золото. Река Мокау образовала границу между этим племенем и роэ Маниапото, которое вело борьбу с королём маори (который претендовал на ману над Роэ Поте). Те Кути (который получил убежище от боевого вождя Маниапото Реви Маниапото, вопреки выраженной воле короля маори) был допущен, чтобы отправиться в устье реки за морепродуктами. Те Кути попытался заключить союз с местным хапу, чтобы изгнать старателей и их хранителей Нгати Мутунга.

### Договор Вайтанги
Во время конфликта в Таранаки из-за земли в 1860-х годах и впоследствии Нгати Мутунга массово покинули острова Чатем, присоединившись к другим маорийским племенам (иви) в восстании против решения короны купить землю у маори. Это привело к тому, что по меньшей мере 23 Нгати Мутунга приняли участие в оккупации Парихакой спорных земель и их последующем аресте. В 1865 году земля Нгати Мутунга была конфискована в соответствии с Новозеландским законом о конфискации земли у маори 1863 года. Однако были предусмотрены условия для народа Нгати Мутунга, который не восстал, вернув 9000 акров земли, а позже, в 1870 году, ещё 15 000 акров. Земля была возвращена частным лицам. Более поздние земли были в основном внутри страны, и большая их часть была продана. Неизвестно, сколько Нгати Мутунга существовало в роэ, так как многие принимали участие во вторжении на острова Чатем. Исходя из нынешнего населения Нгати Мутунга в 2 000 человек (около 2007 года), это, возможно, было около 200.
В 1926—1927 годах комиссия расследовала различные претензии Таранаки и решила, что была допущена ошибка, и присудила выплату 5000 фунтов в год. Утверждается, что эта сумма выплачивалась нерегулярно во время экономической депрессии 1930-х годов. В 2005—2006 годах Акт об урегулировании нерешённых вопросов Договора Вайтанги был подписан Нгати Мутунгой после того, как его одобрили 95 % тех Нгати Мутунга, которые имели право голоса. Это поселение присудило Нгати Мутунге 14,9 миллиона долларов и 10 участков земли, имеющих культурное значение.

## Организации
- Te Korimako O Taranaki — это радиостанция Ngāti Mutunga и других племён (иви) региона Таранаки, включая Нгати Тама, Те Атиава, Нгати Мару, Таранаки, Нгаруахине, Нгати Руануи, Нгаа Киитахи. Он начала свою работу в кампусе Bell Block Политехнического университета Таранаки в 1992 году и переехала в кампус Спотсвуда в 1993 году[7]. Она доступна на 94,8 FM по всему региону Таранаки[8].
- Ngāti Mutunga o Wharekauri Iwi Trust имеет мандат, признанный правительством Новой Зеландии, представлять Нгати Мутунга на островах Чатем во время переговоров по урегулированию Договора Вайтанги. Траст также является уполномоченной организацией племени (иви) в соответствии с Законом о рыболовстве маори 2004 года, организацией аквакультуры племени в соответствии с Законом об урегулировании претензий коммерческой аквакультуры маори 2004 года, организацией Тюхоно и представляет филиал племени на островах Чатем в качестве органа племени в соответствии с Законом об управлении ресурсами. Траст является трастом общего права, он управляется одним представителем с Северного острова, одним представителем от Южного острова и пятью представителями от островов Чатем[1]. По состоянию на 2016 год председателем траста является Пола Пейдж, и он базируется в Te One[9].

## Известные представители
- Те Ранги Хироа (1877—1951), учёный и общественный деятель
- Рэйчел Хаус (род. 1971), новозеландская актриса и режиссёр
- Мириама Камо (род. 1973), новозеландская журналистка
- Брендон Туута (род. 1965), новозеландский регбист
- Хоуи Тамати (род. 1953), политик, регбист
- Кевин Тамати (род. 1953), игрок и тренер новозеландской регбийской лиги
- Кахе Те Рау-о-те-Ранги (? — около 1871), маорийская женщина, одна из подписавших Договор Вайтанги (1840)
- Сэр Мауи Вирему Пита Наера Помаре (1875/1876 — 1930), новозеландский врач и политик.